# Riarrangiamento di Willgerodt
Il riarrangiamento di Willgerodt, anche chiamato reazione di Willgerodt, è una reazione organica che converte un aril-alchil-chetone nel corrispondente ammide per reazione con polisolfide d’ammonio. La reazione prende il nome dal chimico Conrad Willgerodt. La formazione del corrispondente acido carbossilico è una reazione collaterale. Quando il gruppo alchilico è una catena alifatica (intervallo compreso tra 0 e 5 atomi di carbonio), avvengono reazioni a catena che terminano posizionando il gruppo ammidico sempre sul carbonio terminale.
Un esempio con reagenti modificati (zolfo, idrossido d'ammonio concentrato e piridina) è la conversione di acetofenone in 2-fenilacetammide ed acido fenilacetico:

## Reazione di Wilgerodt-Kindler
La reazione di Willgerodt–Kindler avviene con zolfo elementare ed un’ammina come morfolina. Il prodotto iniziale è una tioacetammide proveniente dall’acetofenone che può essere ancora idrolizzato ad ammide. La reazione prende il nome da Karl Kindler.

## Meccanismo di reazione
Un possibile meccanismo di reazione per la variazione di Kindler viene mostrato a seguire:
Il primo passaggio è fondamentalmente la formazione di un’immina da un chetone e da un gruppo amminico della morfolina e l’enammina che reagisce tramite meccanismo concertato (guardare l’alchilazione delle enammine secondo Stork per i passaggi interessati) con lo zolfo del solfuro. La reazione di riarrangiamento avviene quando il gruppo amminico attacca il tiocarbonile con un'addizione nucleofila temporanea, formando un’aziridina e la tioacetamide per tautomerizzazione.